# العلاقات البنمية المصرية
العلاقات البنمية المصرية هي العلاقات الثنائية التي تجمع بين بنما ومصر.

## مقارنة بين البلدين
هذه مقارنة عامة ومرجعية للدولتين:
| وجه المقارنة                                              | بنما                      | مصر           |
| --------------------------------------------------------- | ------------------------- | ------------- |
| المساحة (كم2)                                             | 74.18 ألف                 | 1.01 مليون    |
| عدد السكان (نسمة)                                         | 4.10 مليون                | 94.80 مليون   |
| الكثافة السكانية (ن./كم²)                                 | 55.27                     | 93.86         |
| العاصمة                                                   | بنما                      | القاهرة       |
| اللغة الرسمية                                             | اللغة الإسبانية           | اللغة العربية |
| العملة                                                    | بالبوا بنمي، دولار أمريكي | جنيه مصري     |
| الناتج المحلي الإجمالي (بليون دولار)                      | 61.84 مليار               | 235.37 مليار  |
| الناتج المحلي الإجمالي (تعادل القوة الشرائية) بليون دولار | 87.37 مليار               | 998.67 مليار  |
| الناتج المحلي الإجمالي الاسمي للفرد دولار أمريكي          | 13.27 ألف                 | 3.61 ألف      |
| الناتج المحلي الإجمالي للفرد دولار أمريكي                 | 20.89 ألف                 |               |
| مؤشر التنمية البشرية                                      | 0.780                     | 0.690         |
| رمز المكالمات الدولي                                      | +507                      | +20           |
| رمز الإنترنت                                              | .pa                       | .eg، .مصر     |
| المنطقة الزمنية                                           | 00                        | ت ع م+02:00   |

## منظمات دولية مشتركة
يشترك البلدان في عضوية مجموعة من المنظمات الدولية، منها:
| علم المنظمة | اسم المنظمة                               | تاريخ انضمام بنما | تاريخ انضمام مصر |
| ----------- | ----------------------------------------- | ----------------- | ---------------- |
|             | يونسكو                                    | 10 يناير 1950     | 22 يناير 1947    |
|             | الفريق المعني برصد الأرض                  | ?                 | فبراير 2005      |
|             | مؤسسة التمويل الدولية                     | 20 يوليو 1956     | 20 يوليو 1956    |
|             | المركز الدولي لتسوية المنازعات الاستشارية | 8 مايو 1996       | 2 يونيو 1972     |
|             | مؤسسة التنمية الدولية                     | 1 سبتمبر 1961     | 26 أكتوبر 1960   |
|             | منظمة التجارة العالمية                    | ?                 | 30 يونيو 1995    |
|             | وكالة ضمان الاستثمار متعدد الأطراف        | 21 فبراير 1997    | 12 أبريل 1988    |
|             | الاتحاد البريدي العالمي                   | ?                 | ?                |
|             | منظمة الشرطة الجنائية الدولية             | ?                 | 7 سبتمبر 1923    |
|             | الأمم المتحدة                             | 13 نوفمبر 1945    | 24 أكتوبر 1945   |
|             | الاتحاد الدولي للاتصالات                  | 14 يوليو 1914     | 9 ديسمبر 1876    |
|             | البنك الدولي للإنشاء والتعمير             | 14 مارس 1946      | 27 ديسمبر 1945   |

## وصلات خارجية
- موقع وزارة الخارجية البنمية
- موقع وزارة الخارجية المصرية